# Сморчков, Владимир Андреевич
Владимир Андреевич Сморчков (7 августа 1918 — 3 декабря 2000) — передовик советского машиностроения, токарь-расточник Московского машиностроительного завода «Вымпел» Министерства общего машиностроения СССР, Герой Социалистического Труда (1971).

## Биография
Родился 7 августа 1918 года в селе Муромцево, ныне территория города Красноармейск Московской области. В 1934 году начал свою трудовую деятельность, устроившись на работу токарем на завод № 8 имени М. И. Калинина Наркомата тяжёлой промышленности СССР в посёлке Калининский, ныне город Королёв Московской области. В 1935 году успешно окончил обучение в школе фабрично-заводского ученичества. Продолжил работать токарем на заводе № 8. В октябре 1941 года завод был эвакуирован в город Свердловск. Сморчков также отбыл к месту новой дислокации завода. До 1947 года проработал в Свердловске. был награждён орденом Трудового Красного Знамени.
С 1948 по 1949 годы работал токарем КБ-3 Министерства сельского хозяйства СССР в городе Красноармейске Московской области. С 1949 по 1979 годы работал токарем-расточником завода № 134 Министерства авиационной промышленности СССР, в дальнейшем Московский машиностроительный завод «Вымпел». Выполнял изготовление сложных деталей для авиационной и космической промышленности СССР. Работал с личным клеймом, был лучшим рационализатором предприятия.
За выдающиеся заслуги в выполнении заданий пятилетнего плана и создание новой техники закрытым Указом Президиума Верховного Совета СССР от 26 апреля 1971 года Владимиру Андреевичу Сморчкову было присвоено звание Героя Социалистического Труда с вручением ордена Ленина и золотой медали «Серп и Молот».
В дальнейшем продолжал трудовую деятельность. С 1979 года находился на пенсии.
Проживал в Москве. Умер 3 декабря 2000 года. Похоронен на Кунцевском кладбище города Москвы.

## Награды
За трудовые успехи удостоен:
- золотая звезда «Серп и Молот» (26.04.1971),
- орден Ленина (26.04.1971),
- Орден Трудового Красного Знамени (01.08.1945),
- Орден Знак Почёта (26.07.1966),
- другие медали.